# 祥坂站
祥坂站（福州話：/suoŋ˧˧ muaŋ˧˧/）位于中华人民共和国福建省福州市台江区祥坂支路口的偏北侧，坐落于闽江北祥坂中央商务区，是福州地铁2号线的地铁车站，于2019年4月26日启用。

## 车站结构
祥坂站位于闽江北祥坂商务区市民广场下方，站位呈东南至西北走向，主体结构为双柱三跨地下二层车站，地下一层为站厅层，地下二层为站台层，岛式站台。
| 地面层   | 出入口                               |  | 出入口               |
| 地下一层 | 站厅                                 |  | 票务服务、自动售票机 |
| 地下二层 | 1                                    |  | 2号线 往苏洋（金祥） |
| 地下二层 | 岛式站台，列车运行方向左侧的车门开启 |  |                      |
| 地下二层 | 2                                    |  | 2号线 往洋里（宁化） |

### 站厅
祥坂站站厅位于闽江北祥坂商务区市民广场下方，地处苏宁广场商业楼栋之间。车站站厅双侧为非付费区，中央为付费区，两区之间以护栏隔离。站厅采用白色直线型吊顶与白色搪瓷板装修，设客服中心2处，分布于车站中部与北部；自动售票机位于站厅南北两侧；其他服务设施设有智能导乘机与自动售货机，车站站厅南侧通道尽头（预留B出入口）设有洗手间。

### 站台
祥坂站共设置2个分别来往于苏洋、洋里的1号线站台，采用岛式站台设计。车站站台同站厅采用白色直线型吊顶与白色搪瓷板装修，服务设施规划设有智能导乘机、自动售货机。

### 出入口与周边
祥坂站现开放C、D两个出入口。其中，无障碍设施位于预留A出入口，卫生间位于预留B出入口。
车站周边为福州闽江北岸CBD，福州市图书馆和滨江市民广场位于C出入口周边。
| 祥坂站出入口信息            | 祥坂站出入口信息 | 祥坂站出入口信息 | 祥坂站出入口信息                                           |
| --------------------------- | ---------------- | ---------------- | ---------------------------------------------------------- |
|                             |                  |                  |                                                            |
| 编号                        | 设施             | 位置             | 接驳交通                                                   |
| 出口 · C                    |                  | 靠近长汀街       | 长汀里、福州市图书馆、院后、滨江市民广场                   |
| 出口 · D                    |                  | 靠近工业路       | 祥坂街(祥坂地铁站)、祥坂路口、省血液中心(福州东南眼科医院) |
| 注： 设有电梯 \| 设有卫生间 |                  |                  |                                                            |